# OPS-24

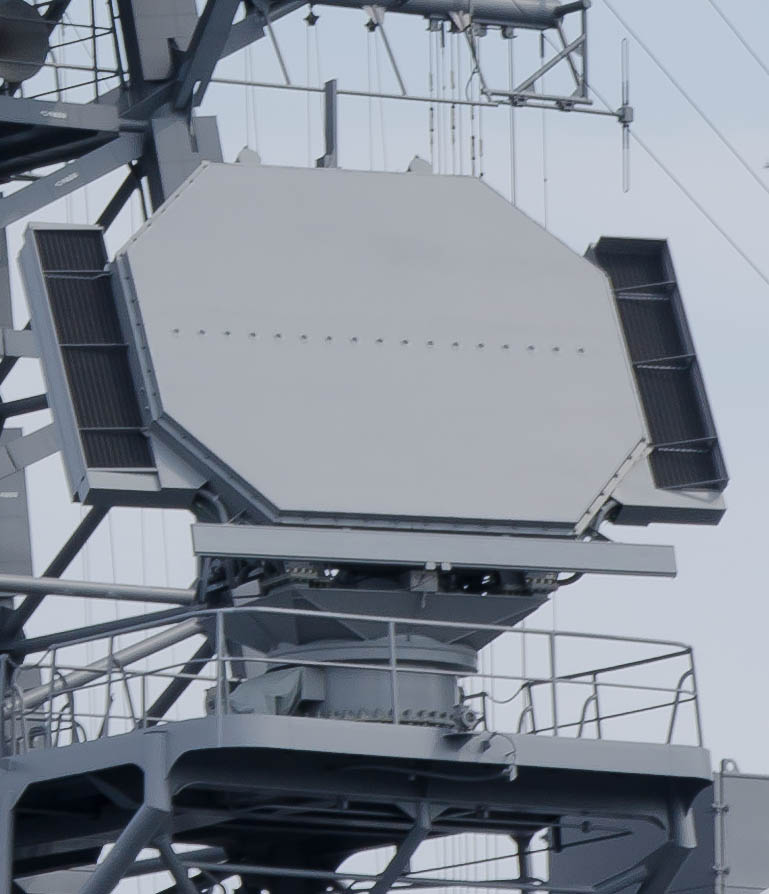
OPS-24의 모습이다.

OPS-24는 일본의 L 밴드 AESA 해상 레이다이다. OPS-14 2차원 수색 레이다의 후계 레이다라고 볼 수 있다. 아사기리급의 5번함부터 장착되어 있으며, 무라사메급, 타카나미급 구축함등에도 탑재되어 있는 함정용 레이다다.

## 설명
사용 주파수는 OPS-14와 같이 L밴드이며 5 sqm 레이더 반사 면적을 가진 공중 목표물을 260km 거리에서 탐지할 수 있다. 일본 해상자위대의 무라사메함, 타카나미함, 아사기리함 등에 탑재돼 있다. 대략 20여척이 넘는 구축함이 이 레이다를 장착했다. OPS-24 레이다는 FCS-3 레이다와는 달리 회전식이다.

## 제원
- 제조국:  일본
- 동시추적: 60개
- 주파수: L 밴드
- 회전속도: 10 - 20 rpm
- 탑재함: 무라사메급, 타카나미급, 아사기리급
- 탐지거리: 200 km

1. ↑  “Smarter (and Simpler) Radar in Harpoon” (PDF).